# Martinet de nit del Japó
El martinet de nit del Japó (Gorsachius goisagi) és una espècie d'ocell de la família dels ardèids (Ardeidae) que habita pantans i corrents fluvials al bosc dens al sud del Japó, a Honshu i les illes Izu. Passa l'hivern a les Filipines.